# لتوف ش-۲۸
لتوف اس-۲۸ (به انگلیسی: Letov_Š-28) یک هواگرد ملخ‌پیشین تک‌موتوره از نوع شناسایی ساخت شرکت لتوف کبلی in Prague است. هواگرد لتوف اس-۲۸ نخستین پروازش را در ۱۹۲۹ میلادی انجام داد. این هواگرد در سال ۱۹۳۴ میلادی رسماً معرفی گردید. در مجموع، تعداد 470 فروند از این هواگرد ساخته شده‌است.